# ريكي شيكس
ريكي شيكس (25 يناير 1985 في المملكة المتحدة - ) (بالإنجليزية: Ricky Shakes)‏ هو لاعب كرة قدم بريطاني في مركز الوسط. شارك مع منتخب ترينيداد وتوباغو لكرة القدم ومنتخب غيانا لكرة القدم. أما مع النوادي، فقد لعب مع إبسفليت يونايتد وبوريهام وود إف سي وبولتون واندررز وسويندون تاون ونادي برينتفورد ونادي بوري ونادي كيدرمينستر هاريرز لكرة القدم ونادي بريستول روفيرز.

## مسيرته الكروية
لعب ريكي شيكس خلال مسيرته الاحترافية مع 8 أندية في ثمانية عشر موسمًا وسجل خلالها 59 هدفًا ضمن 521 مباراة. ولم يفز بأي موسم بالكأس أو بالدوري.
خاض ريكي شيكس مسيرته مع نادي بوري في موسم 2004–05 لمدة موسم واحد، مشاركًا في 7 مباريات سجل خلالها هدفين. ثم انتقل إلى نادي سويندون تاون في موسم 2005–06 ولمدة موسمين، حيث شارك في 70 مباراة سجل خلالها 5 أهداف. لينتقل بعدها إلى نادي برينتفورد في موسم 2007–08 لمدة موسم واحد، مشاركًا في 39 مباراة سجل خلالها 3 أهداف. ثم انتقل إلى نادي إبسفليت يونايتد في موسم 2008–09 ليلعب معه أربعة مواسم، مشاركًا في 155 مباراة سجل خلالها 24 هدفًا. هذا وانتقل لاحقًا إلى نادي كيدرمينستر هاريرز لكرة القدم في موسم 2012–13 لمدة موسم واحد، مشاركًا في 17 مباراة ولم يسجل أي هدف. ثم انتقل بعدها إلى نادي بوريهام وود إف سي في موسم 2013–14 ليلعب معه سبعة مواسم، مشاركًا في 231 مباراة سجل خلالها 25 هدفًا.

## وصلات خارجية
- ريكي شيكس على موقع قاعدة بيانات كرة القدم.إي يو (الإنجليزية)
- ريكي شيكس على موقع ناشيونال فوتبول تيمز (الإنجليزية)
- ريكي شيكس على موقع Soccerbase.com (لاعب) (الإنجليزية)
- ريكي شيكس على موقع Soccerway.com (الإنجليزية)